# Cislău
Cislău là một xã thuộc hạt Buzău, România. Dân số thời điểm năm 2002 là 5029 người.